# 7я
«7я» (газета) — українська щотижнева інформаційно-розважальна газета, яка виходить щовівторка. Орієнтується на всесторонньому висвітленні політичних, соціальних, економічних, та скандальних подій в Україні та в світі.

## Історія
Газету засновано 2000 року у місті Маріуполь, Карамушкіним Л. О. Виключно російською, на 32 сторінках.
Переважно газета розповсюджувалась, у східних областях України.
2 лютого 2010 почав виходити додаток до газети «7+7я».
Також окремо почав виходити журнал «Маркет 7я» де публікувалися безкоштовні оголошення та добірки порад з газети.
Станом на 2017 рік газета мала тираж 220 000 та почав випускатися ще один журнал порад «Хозяйке на заметку от 7я ».
7 лютого 2022 року офіс омбутсмана виявив друковані видання які здійснюють реалізацію друкованого видання виключно російською мовою, та не забеспечують надання інформації українською
мовою згідно з законом «Про забезпечення функціонування української мови як державної». Серед переліку опинилась газета 7я . Але 15 лютого газета вийшла двома версіями Українською та російською.
Після 24 лютого 2022 року в зв'язку з повномасштабним російським вторгненням на територію України, газета призупинила випуск.
З Маріуполя редакція евакуювалась до Києва.
7 червня 2022 року газета поновила випуск, та видається двома мовами на 24 сторінках тиражем 100 000.

## Рубрики та розділи

### Рубрики та розділи станом на 2024 рік
- На слуху
- Скандальні новини ( скандальные новости)
- Суспільство/Проблеми суспільства ( Общество/Проблемы общества)
- Важливо знати (важно знать)
- Корисно знати (полезно знать)
- В центрі уваги ( в центре внимания)
- Війна (война)
- Рослідування (расследование)
- Доля (судьба)
- Жіноча доля (женская судьба)
- інтерв'ю (интервью)
- Зірка ТБ (звезда ТВ)
- Зірка кіно (звезда кино)
- Зірка шоу-бізнесу (звезда шоу-бизнеса)
- Зірка серіалу (звезда сериала)
- Легенда
- Історія кохання (история любви)
- Кримінал (криминал)
- Записки слідчого (записки следователя)
- В світі (в мире)
- Іменинник тижня (Именинник недели)
- Втрата тижня (потеря недели)
- Астрологія (астрология)
- Зустріч з православ'ям (встреча з православием)
- Відпочиваємо (отдыхаем)
- Цікава сторінка (интересная страница)
- Поради городнику (советы огородникам)
- Жіночий клуб (женский клуб)
- Здорова сторінка (здоровая страница)